# Abgeordnetenhaus von Neufundland und Labrador

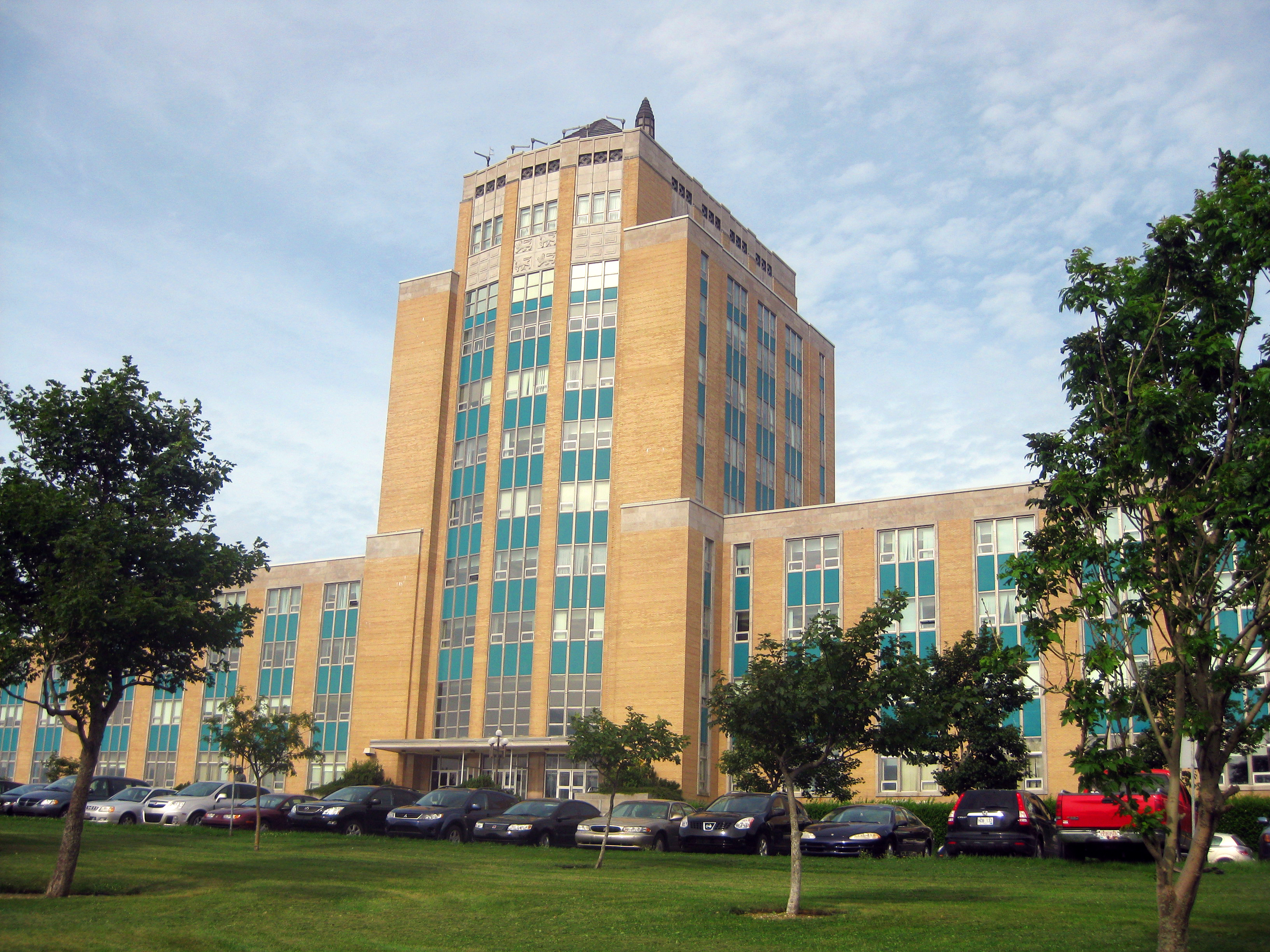
Confederation Building

Das Abgeordnetenhaus von Neufundland und Labrador (engl. Newfoundland and Labrador House of Assembly, frz. Chambre d'Assemblée de Terre-Neuve-et-Labrador) ist die Legislative der kanadischen Provinz Neufundland und Labrador. Es tagt im Confederation Building in St. John’s.
Dem Abgeordnetenhaus gehören 40 Mitglieder an, die in ebenso vielen Wahlkreisen nach dem Mehrheitswahlsystem gewählt werden. Der Anführer der Mehrheitspartei ist gleichzeitig Premierminister und steht der als Exekutivrat (engl. executive council, frz. conseil exécutif) bezeichneten Regierung vor.
Die drei Hauptaufgaben des Abgeordnetenhauses sind der Erlass neuer Gesetze, das Genehmigen des Staatshaushaltes und die Kontrolle der Regierung.

## Aktuelle Zusammensetzung
Letzte Wahl: 25. März 2021
| Partei | Partei                                                      | Sitze |
| ------ | ----------------------------------------------------------- | ----- |
|        | Liberal Party of Newfoundland and Labrador                  | 22    |
|        | Progressive Conservative Party of Newfoundland and Labrador | 13    |
|        | Newfoundland and Labrador New Democratic Party              | 2     |
|        | Parteiloser                                                 | 3     |

## Sitzzahlen bei früheren Wahlen
Die Regierungspartei ist jeweils fett markiert.
| Datum      | Sitze | Liberale | Konservative | NDP | Sonstige |
| ---------- | ----- | -------- | ------------ | --- | -------- |
| 21.03.2021 | 40    | 22       | 13           | 2   | 3        |
| 16.05.2019 | 40    | 20       | 15           | 3   | 2        |
| 30.11.2015 | 40    | 31       | 7            | 2   |          |
| 11.10.2011 | 48    | 6        | 37           | 5   |          |
| 09.10.2007 | 48    | 3        | 44           | 1   |          |
| 21.10.2003 | 48    | 12       | 34           | 2   |          |
| 09.02.1999 | 48    | 32       | 14           | 2   |          |
| 22.02.1996 | 48    | 37       | 9            | 1   | 1        |
| 03.05.1993 | 52    | 35       | 16           | 1   |          |
| 20.04.1989 | 52    | 31       | 21           |     |          |
| 02.04.1985 | 52    | 15       | 36           | 1   |          |
| 06.04.1982 | 52    | 8        | 44           |     |          |
| 08.06.1979 | 52    | 19       | 33           |     |          |
| 16.09.1975 | 51    | 16       | 30           |     | 5        |
| 24.03.1972 | 42    | 9        | 33           |     |          |
| 28.10.1971 | 42    | 20       | 21           |     | 1        |
| 08.09.1966 | 42    | 39       | 3            |     |          |
| 19.11.1962 | 42    | 34       | 7            |     | 1        |
| 20.08.1959 | 36    | 31       | 3            |     | 2        |
| 02.10.1956 | 36    | 32       | 4            |     |          |
| 26.11.1951 | 28    | 24       | 4            |     |          |
| 27.05.1949 | 28    | 22       | 5            |     | 1        |
| Datum      | Sitze | Liberale | Konservative | NDP | Sonstige |